# 롯데면세점
㈜호텔롯데 롯데면세점은 대한민국의 면세점이다. 1980년 ㈜호텔롯데 면세사업부 아래에 대한민국 최초의 종합면세점으로 문을 열었다. 소공동에 위치한 본점의 오픈 이후 월드타워점, 부산점, 제주점, 김포공항점, 김해공항점, 제주공항점 등 국내에 총 7곳을 지점으로 두고 있다. 2012년 1월에는 인도네시아 자카르타공항의 면세 영업권을 획득해 국내 업계 최초로 해외 진출에 성공하였다.(17년 7월 계약 만료로 철수) 2023년 기준으로 해외 6개국에서 14개 매장을 운영 중이다. 2010년에 개점 30주년을 맞이했다. 2015년 세계 면세점 매출 3위, 2018년 세계 면세점 매출 2위를 달성하기도 했다. 

## 점포

### 국내
- 명동본점

1980년 1월 21일 롯데백화점 본점 8층에 호텔롯데 면세점으로 개점하였다. 2019년 기준으로 롯데백화점 본점 9~12층 및 롯데백화점 본점과 롯데호텔 서울을 잇는 통로에서 매장을 운영하고 있으며 약 600여개의 브랜드가 입점해 있다. 단일 면세점 중 세계에서 가장 많은 매출을 올리고 있다. (2018년 기준 4조원)
- 월드타워점

1989년 1월 14일 롯데백화점 잠실점에 롯데 잠실면세점으로 개점하였으나 2014년 10월 16일 에비뉴엘 월드타워점 7~8층으로 확장 이전하였다. 2016년 6월 30일 두산에 사업권을 잃었으나 12월 신규면세점 선정 입찰에서 사업권을 획득하여 약 6개월 만인 2017년 1월 5일 에비뉴엘 월드타워점 8~9층에 재개점하였다. 롯데월드타워와 롯데월드몰과 연결되어 있으며 2017년 6월 30일 롯데월드타워 8~9층까지 확장 오픈하였다.
- 부산점

1995년 12월 27일 롯데백화점 부산본점 8층에 개점하였다. 부산 경남권의 거주자 및 방문객들이 많이 이용한다. 롯데호텔부산이 운영한다.
- 제주점

2015년 6월 19일 개점하였으며 2000년 3월 25일 롯데호텔 제주 6층에서 개점한 제주점에서 롯데시티호텔 제주 1~3층으로 확장 이전하였다. 2015년 7월 2일 제주 현지법인을 설립하여 롯데면세점 제주(주)가 독자적으로 운영한다.
- 김포공항점

1999년 3월 12일 김포국제공항 국제선 청사에 개점하였으며 2010년 7월 29일에는 AK면세점을 인수해 주류/담배 매장을 운영하였다. 2016년 8월 13일 새 사업자로 선정되어 화장품/향수 매장으로 개점하였다.
- 김해공항점

2007년 11월 1일 김해국제공항 출국장에 개점하였으나 신세계조선호텔이 새 사업자로 선정되어 2014년 2월 4일 폐점하였다. 신세계조선호텔이 반납한 사업권을 취득해 2016년 9월 1일 김해국제공항 국제선 청사에 재개점하였으며 화장품/향수 매장을 운영하고 있다. 원래 2014년 2월 4일까지 롯데면세점이 운영하고 있었으나 신세계조선호텔에게 사업권이 넘어갔다. 이후 신세계조선호텔의 적자 누적으로 사업권을 자진 반납했고, 사업자 선정 입찰에서 롯데호텔부산이 선정되면서 약 2년 만에 재개점하였다.
- 제주공항점

2004년 2월 제주국제공항 국제선 3층에 개점하여 10년 간 운영 후 폐점하였다. 2023년 3월 재개점하였으며, 10월 26일 3개월 간의 공사 후 그랜드 오픈하였다.  

### 미국
- 괌공항점

2013년 7월 23일 괌 국제공항 3층 출국장에 개점하였다.

### 일본
- 간사이공항점

2014년 9월 4일 간사이국제공항 3층 출국장에 개점하였다.
- 동경긴자점

2016년 3월 31일 도큐플라자 긴자 8~9층에 개점하였다.

### 베트남
- 다낭공항점

2017년 5월 8일 다낭국제공항 출국장 및 입국장에 임시 개점하였고 2017년 11월 1일 정식 개점하였다.
- 다낭시내점

2022년 11월 베트남 미케 비치에 개점하였다.
- 나트랑공항점

2018년 6월 30일 나트랑 깜란국제공항 출국장 및 입국장에 개점하였다.
- 하노이공항점

2019년 7월 26일 하노이 노이바이 국제공항 출국장에 개점하였다.

### 오세아니아
2018년 8월 JR DUTY FREE로부터 오스트레일리아 4개 지점과 뉴질랜드 1개 지점을 인수하는 본계약을 체결했다. 2019년 1월 1일부로 롯데면세점 간판을 달고 영업을 시작했다.
- 브리즈번공항점(오스트레일리아)
- 다윈공항점(오스트레일리아)
- 멜버른공항점(오스트레일리아)
- 시드니시내점(오스트레일리아)
- 웰링턴공항점(뉴질랜드)

싱가포르
- 창이공항점

2020년 6월 싱가포르 창이국제공항 운영을 시작 하였다.

### 인터넷
- 롯데인터넷면세점

2000년 10월 10일 개장하였다.
- 롯데면세점 해외직구몰 긴자 일본직구

2021년 6월 21일 롯데면세점 해외직구 서비스 LDF BUY가 개장하였다. 이후 2023년 12월 12일 '긴자 일본직구'로 사이트명을 변경하였다.

## 과거 운영 지점
- 코엑스점

2010년 7월 29일 AK글로벌을 인수하여 인터컨티넨탈 서울 코엑스 지하1~지하2층, 2~3층에 개점하였다. 현대백화점 무역센터점과 도심공항이 인근에 위치해있다. 2022년 9월 24일 영업 종료하였다.
- 롯데면세점 인천공항점

2001년 3월 29일 인천공항 면세점 1기 사업자로 선정되어 인천국제공항 여객터미널 3층에 개점하였다. 2008년 3월 1일 2기 사업자에 선정되어 주류/담배 매장을 운영하였으며 2010년 8월 20일 AK면세점을 인수하여 화장품/향수 매장을 추가로 개점하였다. 2015년 9월 1일 3기 사업자에 선정되어 화장품/향수, 주류/담배, 패션 잡화 매장을 운영하고 있으며 탑승동 매장 전체를 단독으로 운영하고 있다. 2018년 1월 18일 인천국제공항 제2여객터미널에 주류/담배, 식품 매장을 개점하였다. 2023년 6월 30일 영업종료하였다.
- 롯데면세점 캔버라공항점

2021년 9월 영업 종료하였다.
- 롯데부산인터넷면세점

롯데인터넷면세점으로 통합되어 2017년 6월 30일 영업종료하였다.
- 롯데면세점 자카르타공항점

2012년 1월 31일 수카르노하타 국제공항 1터미널 출국장에 개점하였으나 2017년 7월 31일 폐점하였다.
- 롯데면세점 자카르타시내점

2013년 6월 22일 롯데쇼핑 에비뉴에 개점하였으며 롯데백화점과 함께 위치해 있다.
- 롯데면세점 방콕시내점

2017년 6월 16일 방콕 SHOWDC몰 2~3층에 개점하였다.
- 롯데면세점 멜버른시내점

2024년 8월 28일 영업 종료하였다.